# Ceremonia de encendido de las antorchas en Israel

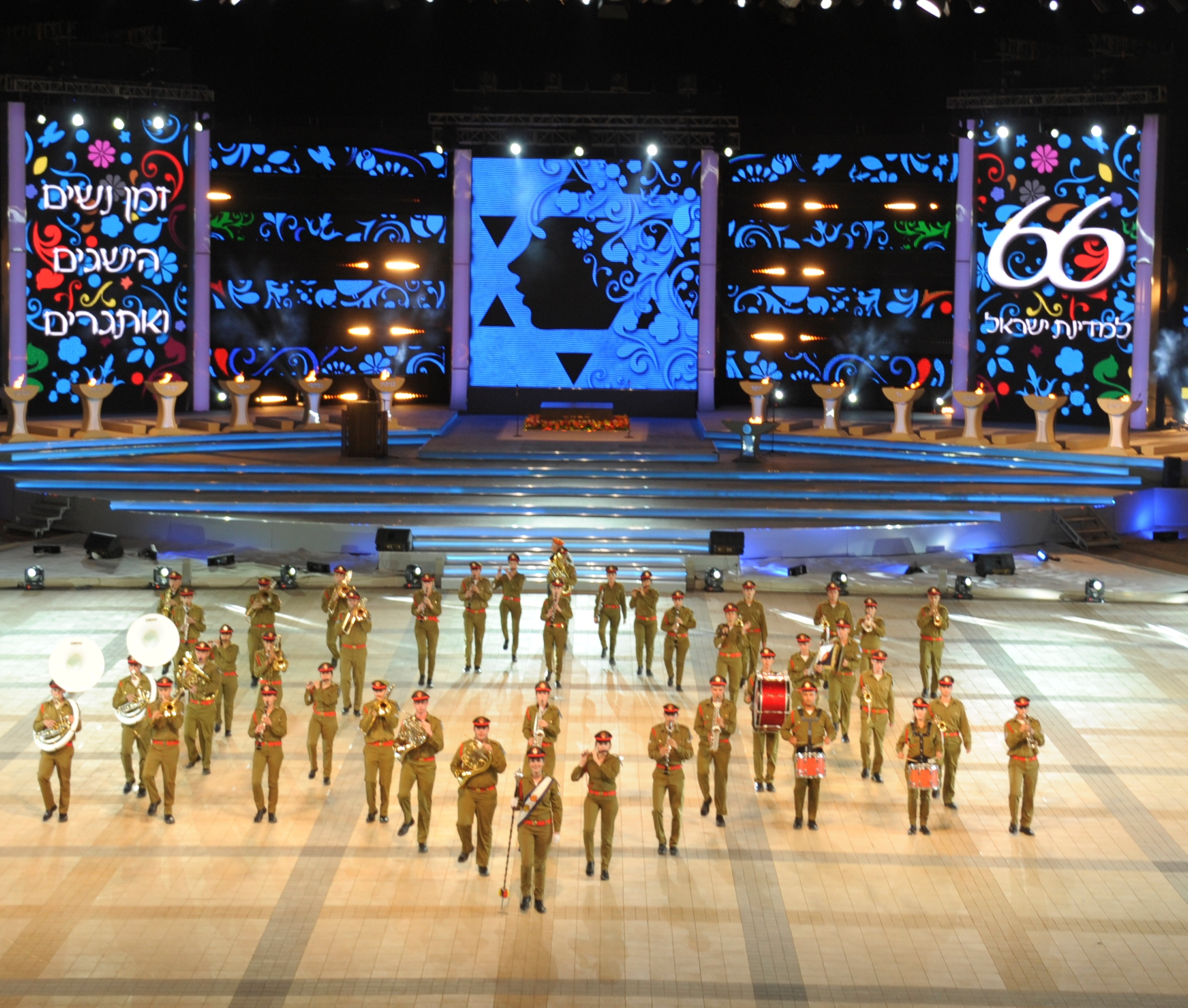
Actuación de la banda de música de las FDI, 2014.

La Ceremonia de encendido de las antorchas en Israel (en hebreo: טקס הדלקת המשואות) es el acto oficial que marca el final de las conmemoraciones del Día del Recuerdo (Yom Hazikarón) y el inicio de las celebraciones del Día de la Independencia de Israel (Yom Haatzmaut). La ceremonia se celebra cada año en el lugar donde fue enterrado Theodor Herzl, en la Plaza del Monte Herzl, en Jerusalén. El acto es oficiado por el portavoz del parlamento israelí, (la Knéset). A la ceremonia atienden los ministros del gobierno, los miembros del parlamento, el Jefe del Estado Mayor de las FDI, los miembros del cuerpo diplomático, los veteranos de las FDI, y un número de ciudadanos que son acomodados en tres pabellones con unos 5.000 asientos temporalmente dispuestos alrededor del complejo. La ceremonia es retransmitida en directo por la televisión y por la radio. La celebración está diseñada para que el día tenga una dignidad y una atmósfera festiva. El encendido de las doce antorchas que simbolizan a las doce Tribus de Israel, por parte de varias personas que han hecho una contribución notable a la sociedad, es lo más destacado de la ceremonia, junto con las actuaciones musicales, las danzas, los desfiles militares y los fuegos artificiales. La ceremonia es dirigida por el centro de información del Ministerio de Cultura y Deporte de Israel. El comandante de la ceremonia entre los años 1983 y 2016 fue el Coronel David Rokni, y desde el año 2017 es el Teniente Coronel Shimón Deri.